# Kounov (Rychnov nad Kněžnou-i járás)
Kounov település Csehországban, Rychnov nad Kněžnou-i járásban. Kounov Bystré, Bačetín, Deštné v Orlických horách, Dobré és Dobřany településekkel határos. Lakosainak száma 245 fő (2024. január 1.).

## Népesség
A település lakosságának változását az alábbi diagram mutatja:
| Lakosok száma | 1362 | 1352 | 1085 | 651  | 338  | 220  | 244  | 238  | 236  | 245  |
|               | 1869 | 1890 | 1921 | 1950 | 1980 | 2001 | 2017 | 2019 | 2022 | 2024 |